# Stopień dyplomatyczny
Stopień dyplomatyczny – stopień nadawany członkom personelu dyplomatycznego przez Ministerstwo Spraw Zagranicznych państwa, które wysyła dyplomatów. Stopnie określają rangę, pozycję w hierarchii i zakres pracy danego dyplomaty. 
Konwencja wiedeńska o stosunkach dyplomatycznych ustaliła następujące stopnie dyplomatyczne:
Dla szefów  misji dyplomatycznych:
- ambasador nadzwyczajny i pełnomocny,
- poseł nadzwyczajny i pełnomocny,
- minister pełnomocny,
- Chargé d’affaires en pied,
- chargé d'affaires ad interim.

Chargées d'affaires są akredytowani przy ministrze spraw zagranicznych, w przeciwieństwie do posłów i ambasadorów, którzy są akredytowani przy głowie państwa.
Dla członków misji dyplomatycznej:
- radca minister,
- I radca
- radca,
- I sekretarz,
- II sekretarz,
- III sekretarz,
- attaché.

Najniższym stopniem jest attaché. Stopnie dyplomatyczne nie są stanowiskami pracy, tylko rangami, toteż może się zdarzyć, że na danej placówce będzie trzech radców i ani jednego attaché. Do szefa placówki państwa obcego (gdy funkcję tę pełni ambasador lub poseł) mówi się per Wasza Ekscelencjo.
W Polsce ustawa o służbie zagranicznej dopuszcza jedynie następujące stopnie dyplomatyczne:
- ambasador,
- radca-minister,
- I radca,
- radca,
- I sekretarz,
- II sekretarz,
- III sekretarz.

Stopnie dyplomatyczne dzielą się na klasy. Klasa różnicuje szefów misji dyplomatycznej jedynie w protokole i precedencji. 
Odpowiednio szefowie misji dyplomatycznej mogą należeć do jednej z trzech klas:
- ambasadorów i nuncjuszów (w przypadku Stolicy Apostolskiej),
- posłów nadzwyczajnych, ministrów pełnomocnych i internuncjuszów,
- chargé d'affaires.